# Aspila albivenata
Aspila albivenata är en fjärilsart som beskrevs av George Francis Hampson 1916. Aspila albivenata ingår i släktet Aspila och familjen nattflyn. Inga underarter finns listade i Catalogue of Life.